# Liste der Baudenkmäler in Schnaittach
Auf dieser Seite sind die Baudenkmäler in dem mittelfränkischen Markt Schnaittach zusammengestellt. Diese Tabelle ist eine Teilliste der Liste der Baudenkmäler in Bayern. Grundlage ist die Bayerische Denkmalliste, die auf Basis des Bayerischen Denkmalschutzgesetzes vom 1. Oktober 1973 erstmals erstellt wurde und seither durch das Bayerische Landesamt für Denkmalpflege geführt wird. Die folgenden Angaben ersetzen nicht die rechtsverbindliche Auskunft der Denkmalschutzbehörde.

## Baudenkmäler nach Gemeindeteilen

### Schnaittach
| Lage                                                                  | Objekt                                                                      | Beschreibung | Akten-Nr.      | Bild           |
| --------------------------------------------------------------------- | --------------------------------------------------------------------------- | --- | -------------- | -------------- |
| Bahnhofstraße 10 (Standort)                                           | Wohnhaus                                                                    | Zweigeschossiger traufständiger Sandsteinbau mit Satteldach, Mitte 19. Jahrhundert | D-5-74-155-2   | BW             |
| Bayreuther Straße 1 (Standort)                                        | Wohnhaus                                                                    | Zweigeschossiger Satteldachbau mit Zwerchhaus, Erdgeschoss massiv, Obergeschoss und Giebel Fachwerk, 18. Jahrhundert | D-5-74-155-3   | BW             |
| Bayreuther Straße 4 (Standort)                                        | Wohn- und Geschäftshaus                                                     | Zweigeschossiger Sandsteinbau mit Mansarddach, bezeichnet „1762“ | D-5-74-155-4   | BW             |
| Bayreuther Straße 8 (Standort)                                        | Kleinhaus                                                                   | Eingeschossiger Satteldachbau mit verputztem Fachwerkgiebel, wohl erstes Viertel 18. Jahrhundert | D-5-74-155-5   | BW             |
| Bayreuther Straße 9 (Standort)                                        | Ehemaliges Hopfenbauernhaus                                                 | Zweigeschossiger Sandsteinbau mit Steilsatteldach, im Keller Mikwe, 1884 Sandsteinremise: 1890 | D-5-74-155-6   | BW             |
| Bayreuther Straße 14 (Standort)                                       | Marktmühle                                                                  | Stattlicher zweigeschossiger Satteldachbau, Obergeschoss und Giebel reiches Fachwerk, bezeichnet „1727“, mit zweigeschossigem Sandsteinanbau mit Satteldach, wohl Mitte 19. Jahrhundert | D-5-74-155-7   | BW             |
| Bayreuther Straße 15; Bayreuther Straße (Standort)                    | Herrensitz, ehemaliges Velhornschloss                                       | Zweigeschossiger Walmdachbau, Sandstein, 1722 Portalnische mit Pietàgruppe: Holz, Mitte 18. Jahrhundert Torpfosten: Sandstein, 18. Jahrhundert | D-5-74-155-8   | BW             |
| Birkensteingasse 1; Fröschau 2 (Standort)                             | Ehemaliges Badhaus mit zugehöriger Hofanlage                                | Wohnstallhaus: zweigeschossiger Satteldachbau mit Fachwerkobergeschoss, Fachwerk wohl erste Hälfte 18. Jahrhundert, zwei neugotische Haustüren, wohl zweites Viertel 19. Jahrhundert Nebengebäude: eingeschossiger Sandsteinquaderbau mit Satteldach, wohl zweite Hälfte 19. Jahrhundert Ehemalige Scheune: stattlicher Sandsteinbau mit Steilsatteldach, bezeichnet „1891“ | D-5-74-155-154 | BW             |
| Brauhausgasse 8 (Standort)                                            | Ehemaliges Handwerkerhaus, dann Gasthaus                                    | Stattlicher dreigeschossiger Satteldachbau in Hanglage, Obergeschoss und Giebel Fachwerk (verkleidet), wohl spätes 17./frühes 18. Jahrhundert | D-5-74-155-9   | BW             |
| Erlanger Straße 16 (Standort)                                         | Schulhaus „Deutsche Schule“                                                 | Dreiflügeliger, zweigeschossiger Walmdachbau mit Mittelrisalit zur Straße und seitlichem Eingangsportal, späthistoristisch, 1905 | D-5-74-155-156 | BW             |
| Erlanger Straße 38 (Standort)                                         | Katholische Kapelle Heilig Kreuz auf dem Kalvarienberg                      | Einschiffiger Walmdachbau mit querschiffartigen Kapellen und nicht eingezogenem Chor mit dreiseitigem Abschluss, Fassade mit Pilastergliederung und Dreiecksgiebel, errichtet 1723, Kapellen 1749/50, nach Westen verlängert 1751/52; mit Ausstattung Sakristei und Heiliges Grab: rechteckiger Massivbau mit flachem Walmdach, Grabzugang mit Pilastergliederung und halbrundem Giebel, 1752; mit Ausstattung; östlich an den Chor angebaut Grottenhaus: eingeschossiger Massivbau mit Walmdach, Mittelgiebel und rundbogigem Durchgang, 1736; mit Ausstattung; südöstlich der Kapelle | D-5-74-155-12  | BW             |
| Festungsstraße 1 (Standort)                                           | Wohnhaus                                                                    | Zweigeschossiger Steilsatteldachbau mit Fachwerk, verputzt, im Kern 17. Jahrhundert | D-5-74-155-16  | BW             |
| Festungsstraße 2 (Standort)                                           | Wohnhaus                                                                    | Zweigeschossiger giebelständiger massiver Steilsatteldachbau, im Kern 17. Jahrhundert | D-5-74-155-17  | BW             |
| Festungsstraße 3 (Standort)                                           | Wohnhaus                                                                    | Zweigeschossiger giebelständiger Steilsatteldachbau, Sandstein verputzt, im Kern 17. Jahrhundert | D-5-74-155-18  | BW             |
| Festungsstraße 5 (Standort)                                           | Ehemaliges Wohnstallhaus                                                    | Massiver zweigeschossiger Satteldachbau, Fachwerkgiebel verputzt, bezeichnet „1693“, im Kern spätmittelalterlich | D-5-74-155-19  | BW             |
| Festungsstraße 7 (Standort)                                           | Zweigeschossiges Giebelhaus                                                 | Massiv, 17./18. Jahrhundert | D-5-74-155-20  | BW             |
| Festungsstraße 13 (Standort)                                          | Ehemalige Neue oder Obere Badstube, von 1657 bis 1807 katholischer Pfarrhof | Wohnhaus: zweigeschossiger Steildachbau mit verputztem Fachwerkobergeschoss und Fachwerkgiebeln, im Kern Mitte 16. Jahrhundert, Umbau 1657, rückwärtiger Stallanbau, 1914 Scheune: Fachwerkbau mit Steilsatteldach, 18. Jahrhundert; angebaute Sandsteinremise mit vorkragendem Dach, 1852 | D-5-74-155-21  | BW             |
| Fröschau 2 (Standort)                                                 | Scheune                                                                     | Spätes 18. Jahrhundert, zum Teil erneuert | D-5-74-155-164 | BW             |
| Fröschau 4; Fröschau (Standort)                                       | Ehemaliges Handwerkerhaus                                                   | Im Kern Fachwerkbau, um 1730 errichtet, Umbauphase um 1840 Scheune: Fachwerkbau, wohl 18. Jahrhundert | D-5-74-155-165 | BW             |
| Grabenstraße 2 (Standort)                                             | Wohnhaus                                                                    | Zweigeschossiger Sandsteinbau, Satteldach mit Hopfengauben, bezeichnet „1879“ Scheune: Sandsteinbau mit Steilsatteldach, wohl letztes Viertel 19. Jahrhundert | D-5-74-155-22  | BW             |
| Hersbrucker Straße 15 (Standort)                                      | Bahnhofsgebäude                                                             | Zweigeschossiger Ziegelsteinbau mit flachem Walmdach und Hausteingliederung, nördlich angebaut Güterhalle, verbretterter Holzständerbau mit Satteldach, 1895/96. | D-5-74-155-172 | BW             |
| Hersbrucker Straße 26 (Standort)                                      | Ehemaliges Taglöhnerhaus                                                    | Eingeschossiger traufseitiger Massivbau mit verputztem Fachwerkgiebel, erste Hälfte 19. Jahrhundert | D-5-74-155-24  | BW             |
| Hersbrucker Straße 28 (Standort)                                      | Schlichtsche Mühle                                                          | Zweigeschossiger Satteldachbau mit Zwerchhaus und Lisenengliederung, bezeichnet „1749“, teilweise erneuert Neugotische Haustür: um 1850/60 | D-5-74-155-23  | BW             |
| Im Lehm, südlich der Ortschaft (Standort)                             | Betsäule, sogenannte Beichtmarter                                           | 1679 (erneuert 1879) | D-5-74-155-58  | BW             |
| Krankenhausweg 11; Nähe Krankenhausweg (Standort)                     | Friedhof                                                                    | Jüdischer Friedhof, angelegt 1834, geschlossen 1896, mit Grabsteinen des 19. Jahrhunderts; Friedhofsmauer: Sandsteinquadermauer, erste Hälfte 19. Jahrhundert | D-5-74-155-57  | weitere Bilder |
| Krankenhausweg 20 (Standort)                                          | Ehemaliges Siechenhaus                                                      | Wohnstallbau: Sandstein, um 1870/80, 1927/28 durch Architekt Windisch im Heimatstil zu Arztwohnhaus umgebaut und erweitert | D-5-74-155-152 | BW             |
| Kreuzweg, entlang einer Allee (Standort)                              | Kreuzweg                                                                    | Zwölf Leidensstationen, stelenartige Kleinarchitekturen mit Volutenpilaster, Reliefs und flachen Welschen Hauben, Station XII offener Mansarddachbau mit bossiertem Korbbogenportal, Pilastergliederung und Balustrade, spätbarock, 1723–26; mit Ausstattung | D-5-74-155-14  | BW             |
| Krankenhausweg 12 (Standort)                                          | Friedhof                                                                    | jüdischer Friedhof, angelegt 1896/97, in Betrieb bis 1938, mit zahlreichen historistischen Grabsteinen der Zeit um 1900 bis 1938 | D-5-74-155-173 | weitere Bilder |
| Oberer Krankenhausweg 44 (Standort)                                   | Friedhof                                                                    | Jüdischer Friedhof, angelegt 1808, erweitert zweite Hälfte 19. Jahrhundert, mit Grabmälern 19./erste Hälfte 20. Jahrhundert Ehemalige Aussegnungshalle: eingeschossiger, freisichtiger Ziegelsteinbau mit Satteldach und Risalit mit dreibogiger Arkade und Satteldach, Ende 19. Jahrhundert Friedhofskreuz: mehrteiliger Steinsockel mit Steinkruzifix und geschwungener Blechverdachung, bezeichnet „1892“ Friedhofsmauer: niedrige Sandsteinquadermauer mit profilierten Schlusssteinen, 19. Jahrhundert                                                                             | D-5-74-155-174 | weitere Bilder |
| Marktplatz 1 (Standort)                                               | Rathaus                                                                     | Zweigeschossiger Satteldachbau mit Seitenrisalit, Schweifgiebeln und Gesimsgliederung, Erdgeschoss in Rustikamauerwerk, stichbogige Tordurchfahrt mit oktogonalem Dachreiter, Neurenaissance, 1892 | D-5-74-155-25  | weitere Bilder |
| Marktplatz 5 (Standort)                                               | Ehemaliges Vogthaus                                                         | Neubau von 1963 mit Sandsteinfassade von 1728 | D-5-74-155-26  | BW             |
| Marktplatz 7 (Standort)                                               | Bürgerhaus                                                                  | Zweigeschossiger verputzter Steilsatteldachbau mit auskragendem Obergeschoss, im Kern 16. Jahrhundert | D-5-74-155-27  | BW             |
| Marktplatz 13 (Standort)                                              | Bürgerhaus                                                                  | Zweigeschossiger Steilsatteldachbau, im Kern Fachwerk, 1749 | D-5-74-155-29  | BW             |
| Marktplatz 16 (Standort)                                              | Bürgerhaus                                                                  | Zweigeschossiger Steilsatteldachbau mit reichem Fachwerkgiebel, 17./18. Jahrhundert | D-5-74-155-30  | BW             |
| Marktplatz 17 (Standort)                                              | Bürgerhaus                                                                  | Zweigeschossiger, giebelständiger Satteldachbau, Erdgeschoss Sandstein, Obergeschoss und Giebel Fachwerk, mit Puttenkopf, bezeichnet „1712“ | D-5-74-155-31  | BW             |
| Marktplatz 18 (Standort)                                              | Hausfigur                                                                   | Muschelnische mit farbig gefasster Skulptur des heiligen Joseph mit Kind, 18. Jahrhundert | D-5-74-155-32  | BW             |
| Marktplatz 19 (Standort)                                              | Wohn- und Geschäftshaus                                                     | Zweigeschossiger Satteldachbau mit vorkragendem Obergeschoss, 17./18. Jahrhundert | D-5-74-155-33  | BW             |
| Marktplatz 21 (Standort)                                              | Katholische Pfarrkirche St. Kunigund                                        | Langhaus mit Satteldach und gerade schließendem Chor, östlich gotischer Chor mit 5/8-Schluss und Strebepfeilern, westlich fünfgeschossiger Sandsteinquaderturm mit hohem Spitzhelm, Chor und Turm Ende 14./Ende 15. Jahrhundert, Langhaus von Jakob Wacker, 1932/33; mit Ausstattung | D-5-74-155-34  | weitere Bilder |
| Marktplatz 27 (Standort)                                              | Katholischer Pfarrhof                                                       | Massiver zweigeschossiger traufständiger Satteldachbau mit Fachwerkgiebeln, bezeichnet „1752“ Hausfigur: 18. Jahrhundert Scheune: Sandsteinbau, wohl Mitte 19. Jahrhundert | D-5-74-155-35  | BW             |
| Mühlgasse 4 (Standort)                                                | Ehemaliger Bauernhof und Gasthof                                            | Zweigeschossiger Traufseitbau mit Fachwerkobergeschoss und Aufzugserker, rückwärtiger Steilsatteldachbau, im Kern 17. Jahrhundert, Ausbau 18. bis 19. Jahrhundert Hopfenstadel: stattlicher Steilsatteldachbau, Sandstein und Ziegelstein, Trockenluken, 1876 | D-5-74-155-37  | BW             |
| Museumsgasse 3 (Standort)                                             | Kleinhaus                                                                   | Eingeschossiger Frackdachbau in Hanglage, Fachwerkgiebel verputzt, 18. Jahrhundert | D-5-74-155-39  | BW             |
| Museumsgasse 12; Museumsgasse 14; Museumsgasse 16 (Standort)          | Ehemalige Männersynagoge                                                    | traufständiger Satteldachbau mit Rundbogenfenstern und Fachwerkgiebel (Nr. 12), 1570 Ehemaliges Rabbinerhaus und jüdisches Schulhaus: zweigeschossiger traufständiger Satteldachbau mit Fachwerkobergeschoss, 1708. (Nr. 14/16); jetzt Heimatmuseum | D-5-74-155-40  | weitere Bilder |
| Nähe Erlanger Straße (Standort)                                       | Scheune                                                                     | Ehemalige Doppelscheune, traufseitiger Fachwerkbau mit Satteldach und Sandsteinsockel, Anfang 19. Jahrhundert | D-5-74-155-11  | BW             |
| Nähe Erlanger Straße (Standort)                                       | Scheune                                                                     | Ehemalige Doppelscheune, traufseitiger Satteldachbau mit Fachwerkgiebeln, 18. Jahrhundert | D-5-74-155-10  | BW             |
| Nähe Erlanger Straße (Standort)                                       | Kriegerdenkmal                                                              | Steinmauer mit Figurengruppe eines Soldaten mit Gefallenen, von Josef Wirth, 1925; für die Gefallenen des Ersten Weltkriegs | D-5-74-155-15  | BW             |
| Nähe Johannisgasse; hinter Johannisgasse 18 (Standort)                | Friedhof                                                                    | Sogenannter Alter Friedhof, angelegt im 16./17. Jahrhundert, aufgelassen 1812 bzw. 1864, mit kapellenartiger Station und Sandsteinmauer | D-5-74-155-55  | weitere Bilder |
| Nähe Krankenhausweg; Krankenhausweg (Standort)                        | Friedhof                                                                    | Jüdischer Friedhof, angelegt im 15. Jahrhundert, mit zahlreichen historischen Grabsteinen Friedhofsmauer: Sandsteinquadermauer mit gerundetem Abschluss, 17./18. Jahrhundert | D-5-74-155-56  | weitere Bilder |
| Nürnberger Straße 10 (Standort)                                       | Wohn- und Geschäftshaus                                                     | Zweigeschossiger giebelständiger Satteldachbau mit Fachwerkobergeschoss, 16./17. Jahrhundert, 1746 erneuert | D-5-74-155-41  | BW             |
| Nürnberger Straße 11 (Standort)                                       | Wohnhaus                                                                    | Zweigeschossiger traufständiger Sandsteinbau mit Steilsatteldach und Traufgesims, um 1815, im Kern älter, Umbau 1898 | D-5-74-155-42  | BW             |
| Nürnberger Straße 12 (Standort)                                       | Wohnhaus                                                                    | Zweigeschossiger Satteldachbau, Erdgeschoss Sandsteinquader, Obergeschoss Fachwerk, 17./18. Jahrhundert | D-5-74-155-43  | BW             |
| Nürnberger Straße 16 (Standort)                                       | Wohn- und Geschäftshaus                                                     | Zweigeschossiger Steilsatteldachbau mit Fachwerkobergeschoss, verputzt, 17./18. Jahrhundert Scheune: Steilsatteldachbau mit Fachwerk, 17./18. Jahrhundert, rückwärtiger Anbau | D-5-74-155-44  | BW             |
| Nürnberger Straße 18; Nähe Nürnberger Straße 20 (Standort)            | Zweiseithof                                                                 | Wohnhaus: zweigeschossiger giebelständiger Steildachbau mit verputztem Fachwerkobergeschoss und verzweigter Kelleranlage, im Kern spätes 18. Jahrhundert, prägender Umbau 1833 (dendrochronologisch datiert), Keller 17./18. Jahrhundert Scheune: verputzter Fachwerkbau mit Steildach, bezeichnet „1735“ | D-5-74-155-46  | BW             |
| Nürnberger Straße 19 (Standort)                                       | Felsenkelleranlage                                                          | Weit verzweigte Felsenkelleranlage des Wohngebäudes, im Kern 17./18. Jahrhundert, bezeichnet „1802“ | D-5-74-155-47  | BW             |
| Nürnberger Straße 23 (Standort)                                       | Wohnhaus                                                                    | Zweigeschossiger giebelständiger Sandsteinbau, im Kern um 1685, erneuert und erweitert, letztes Viertel 19. Jahrhundert | D-5-74-155-48  | BW             |
| Nürnberger Straße 26 (Standort)                                       | Ehemaliges Gasthaus                                                         | Zweigeschossiger giebelständiger Steilsatteldachbau mit verputztem Fachwerk im Obergeschoss und Giebel, erstes Viertel 18. Jahrhundert, mit spätmittelalterlicher Kelleranlage | D-5-74-155-153 | BW             |
| Nürnberger Straße 28 (Standort)                                       | Wohnhaus                                                                    | Zweigeschossiger giebelständiger Satteldachbau, im Kern 17./18. Jahrhundert | D-5-74-155-49  | BW             |
| Nürnberger Straße 30 (Standort)                                       | Wohnhaus                                                                    | Zweigeschossiger giebelständiger Steilsatteldachbau, Sandstein verputzt, im Kern 17./18. Jahrhundert | D-5-74-155-50  | BW             |
| Nürnberger Straße 34 (Standort)                                       | Sogenannter Kolbmannshof                                                    | Hauptbau: eingeschossiger Steilsatteldachbau mit Zwerchhaus, 17. Jahrhundert, auf Wappenstein bezeichnet „1600“ Nebenhaus: zweigeschossiger Satteldachbau mit reichem Fachwerkobergeschoss, bezeichnet „1697“ am Türsturz | D-5-74-155-51  | BW             |
| Siechenberg 1 (Standort)                                              | Ehemaliges Wohnstallhaus                                                    | Eingeschossiger Mansarddachbau, Anfang 19. Jahrhundert Fachwerkscheune angebaut | D-5-74-155-52  | BW             |
| Simonshofer Straße 6 (Standort)                                       | Wohnhaus                                                                    | Zweigeschossiger Sandsteinquaderbau mit Fachwerkgiebel und Mansarddach, 1818 | D-5-74-155-53  | BW             |
| Tuchmachergasse 1 (Standort)                                          | Ehemaliges Handwerkerhaus                                                   | Zweigeschossiger Satteldachbau, Fachwerk verputzt/verkleidet, 18./19. Jahrhundert | D-5-74-155-54  | BW             |
| Unterm Galgen, am linken Straßenrand am Weg nach Wolfshöhe (Standort) | Betsäule                                                                    | Hoher Steinpfeiler mit Satteldachabschluss, 1526/1926 | D-5-74-155-59  | BW             |

### Bernhof
| Lage                         | Objekt                   | Beschreibung | Akten-Nr.     | Bild |
| ---------------------------- | ------------------------ | --- | ------------- | ---- |
| Beerenstraße 1 (Standort)    | Ehemaliges Wohnstallhaus | Zweigeschossiger Kalksteinbau (verputzt) mit Steilsatteldach, bezeichnet „1856“ Scheune: stattlicher Ziegelsteinbau mit Steilsatteldach, wohl spätes 19./frühes 20. Jahrhundert | D-5-74-155-62 | BW   |
| Beerenstraße 4 (Standort)    | Ehemaliges Wohnstallhaus | Eingeschossiger Fachwerkbau mit Steilsatteldach, zum Teil verputzt, frühes 19. Jahrhundert Scheune: Fachwerkbau mit Satteldach, 19. Jahrhundert                                 | D-5-74-155-64 | BW   |
| Nähe Beerenstraße (Standort) | Scheune                  | Massiver Frackdachbau mit weit vorkragendem Fachwerkobergeschoss, erstes Drittel 19. Jahrhundert                                                                                | D-5-74-155-65 | BW   |

### Bondorf
| Lage                  | Objekt                   | Beschreibung | Akten-Nr.      | Bild |
| --------------------- | ------------------------ | --- | -------------- | ---- |
| Bondorf 12 (Standort) | Ehemaliges Hirtenhaus    | Eingeschossiger Satteldachbau, Massiv- und Fachwerkbauweise, bezeichnet „1787“                                                                                    | D-5-74-155-68  | BW   |
| Bondorf 18 (Standort) | Ehemaliges Wohnstallhaus | Zweigeschossiger Steilsatteldachbau mit Fachwerkobergeschoss und -giebel, erste Hälfte 19. Jahrhundert                                                            | D-5-74-155-169 | BW   |
| Bondorf 25 (Standort) | Ehemaliges Wohnstallhaus | Zweigeschossiger Steilsatteldachbau, Obergeschoss und Giebel Fachwerk, Mitte 19. Jahrhundert Scheune: Fachwerkbau mit Steilsatteldach, wohl Mitte 19. Jahrhundert | D-5-74-155-72  | BW   |
| Bondorf 27 (Standort) | Scheune                  | Fachwerkbau mit Steilsatteldach, Mitte 19. Jahrhundert | D-5-74-155-71  | BW   |

### Enzenreuth
| Lage                                 | Objekt             | Beschreibung | Akten-Nr.     | Bild           |
| ------------------------------------ | ------------------ | --- | ------------- | -------------- |
| Am Rothenberg; Rothenberg (Standort) | Festung Rothenberg | Grundriss unregelmäßig, sechseckiger Stern mit an den Ecken vorspringenden sechs Bastionen, ringsum kasemattiert, 1729–43, 1838 aufgegeben Mauerreste der ehemaligen Kasernenbauten Ehemaliger Festungsfriedhof am Berghang mit Grabsteinen des 18./19. Jahrhunderts | D-5-74-155-60 | weitere Bilder |

### Freiröttenbach
| Lage | Objekt                   | Beschreibung | Akten-Nr.      | Bild |
| --- | ------------------------ | --- | -------------- | ---- |
| Freiröttenbach 4 (Standort)                                                                                             | Ehemaliges Wohnstallhaus | Eingeschossiger Steilsatteldachbau, Erdgeschoss massiv, Giebelfachwerk verputzt, erste Hälfte 19. Jahrhundert Nebengebäude: Sandsteinbau, 19. Jahrhundert    | D-5-74-155-75  | BW   |
| Freiröttenbach 7, an der nördlichen Weggabelung (Standort)                                                              | Kruzifix                 | 18. Jahrhundert | D-5-74-155-82  | BW   |
| Freiröttenbach 11 (Standort)                                                                                            | Ehemaliges Wohnstallhaus | Stattlicher eingeschossiger Fachwerkbau auf Sandsteinsockel, Steilsatteldach, Ende 17./Anfang 18. Jahrhundert, Zwerchhausanbau wohl Ende 19. Jahrhundert     | D-5-74-155-78  | BW   |
| Freiröttenbach 13; Freiröttenbach 12 (Standort)                                                                         | Ehemaliges Wohnstallhaus | Eingeschossiger Steilsatteldachbau, ursprünglich mit Fachwerk, 18. Jahrhundert Fachwerkscheune auf Sandsteinsockel mit Nebengebäude, im Kern 17. Jahrhundert | D-5-74-155-79  | BW   |
| Schulmecken, westlich im Wald (Standort)                                                                                | Fraischstein             | Sandstein mit Wappen von Nürnberg und Rothenberg, 1523/1540                                                                                                  | D-5-74-155-83  | BW   |
| Brandschläge; Kirchenschlag; Reuthfuhrweg im Brandschlag; rund 900 m südwestlich von Freiröttenbach im Wald. (Standort) | Fraischstein             | Sandstein mit Wappen von Nürnberg und Rothenberg, 1523/1540                                                                                                  | D-5-72-121-121 | BW   |

### Frohnhof
| Lage                  | Objekt                | Beschreibung | Akten-Nr.     | Bild |
| --------------------- | --------------------- | --- | ------------- | ---- |
| Frohnhof 5 (Standort) | Ehemaliges Hirtenhaus | Eingeschossiger Fachwerkbau auf massivem Sockel, Anfang 18. Jahrhundert Ehemalige Scheune: Fachwerkbau mit Satteldach, Anfang 18. Jahrhundert, erneuert Zugehöriger Felsenkeller | D-5-74-155-86 | BW   |

### Germersberg
| Lage                                    | Objekt                   | Beschreibung | Akten-Nr.     | Bild |
| --------------------------------------- | ------------------------ | --- | ------------- | ---- |
| Germersberger Hauptstraße 31 (Standort) | Kapelle                  | Kleiner Sandsteinquaderbau mit Pilastergliederung und Zeltdach mit Dachreiter, bezeichnet „1782“; mit Ausstattung | D-5-74-155-87 | BW   |
| Spanhaufenstraße 9 (Standort)           | Ehemaliges Wohnstallhaus | Eingeschossiger Sandsteinquaderbau, Giebelfachwerk verputzt, erste Hälfte 18. Jahrhundert                         | D-5-74-155-89 | BW   |

### Götzlesberg
| Lage                                                  | Objekt                                                                | Beschreibung                                                         | Akten-Nr.     | Bild |
| ----------------------------------------------------- | --------------------------------------------------------------------- | -------------------------------------------------------------------- | ------------- | ---- |
| Hormersdorfer Höhe, nördlich der Ortschaft (Standort) | Grenzstein, Fraischstein (Reichsstadt Nürnberg/Herrschaft Rothenberg) | Sandstein, 16. Jahrhundert                                           | D-5-74-155-95 | BW   |
| In Götzlesberg (Standort)                             | Scheune                                                               | Fachwerkbau mit Steilsatteldach auf massivem Sockel, 19. Jahrhundert | D-5-74-155-94 | BW   |

### Großbellhofen
| Lage                                   | Objekt                   | Beschreibung | Akten-Nr.     | Bild |
| -------------------------------------- | ------------------------ | --- | ------------- | ---- |
| Laufer Weg 1 a (Standort)              | Scheune                  | Fachwerkbau mit Satteldach, auf Sandsteinsockel, Ende 18./Anfang 19. Jahrhundert | D-5-74-155-96 | BW   |
| Laufer Weg 2 (Standort)                | Ehemalige Schmiede       | Eingeschossiges Sandsteinhaus mit Steilsatteldach, Anfang 19. Jahrhundert | D-5-74-155-97 | BW   |
| Lindenweg 6; Nähe Lindenweg (Standort) | Ehemaliges Wohnstallhaus | Eingeschossiger Steilsatteldachbau mit Giebelfachwerk, Anfang 19. Jahrhundert, später aufgestocktes Zwerchhaus, spätes 19. Jahrhundert Scheune: Fachwerkbau auf Sandsteinsockel, erste Hälfte 19. Jahrhundert | D-5-74-155-98 | BW   |

### Haidling
| Lage                   | Objekt                   | Beschreibung                                                                                | Akten-Nr.      | Bild |
| ---------------------- | ------------------------ | ------------------------------------------------------------------------------------------- | -------------- | ---- |
| Haidling 15 (Standort) | Scheune                  | Fachwerkbau mit Steilsatteldach, Mitte 19. Jahrhundert                                      | D-5-74-155-100 | BW   |
| Haidling 17 (Standort) | Ehemaliges Wohnstallhaus | Eingeschossiger Massivbau mit Steilsatteldach, Giebelfachwerk verputzt, 18./19. Jahrhundert | D-5-74-155-101 | BW   |

### Hedersdorf
| Lage                            | Objekt               | Beschreibung | Akten-Nr.      | Bild          |
| ------------------------------- | -------------------- | --- | -------------- | ------------- |
| Brückenstraße 1 (Standort)      | Scheune und Stallung | Sandsteinbau mit überkragendem Satteldach, Hopfengauben, Giebelfachwerk verputzt, erste Hälfte 19. Jahrhundert Scheune: Massivbau mit Steilsatteldach und Fachwerkgiebel, wohl zweite Hälfte 19. Jahrhundert | D-5-74-155-102 | BW            |
| Brückenstraße 4 (Standort)      | Bauernhof            | Stattliches Wohnhaus, zweigeschossiger Sichtziegelbau mit Satteldach, bezeichnet „1895“ Nebengebäude: Sandsteinbau mit vorkragendem Satteldach, Fachwerkgiebel, Mitte 19. Jahrhundert                        | D-5-74-155-159 | BW            |
| Vor Brückenstraße 7 (Standort)  | Prozessionsaltar     | Neugotische Anlage mit Kruzifixus, Sandstein, bezeichnet „1904“ | D-5-74-155-160 | BW            |
| Nähe Poppenhofer Weg (Standort) | Scheune              | Sandsteinquaderbau mit Steilsatteldach und Fachwerkgiebeln, Mitte 19. Jahrhundert | D-5-74-155-161 | BW            |
| Schloßhof 1 (Standort)          | Bauernanwesen        | Wohnhaus: zweigeschossiger Sichtziegelsteinbau mit Satteldach, bezeichnet „1901“ Nebengebäude: L-förmig angeordnete Massivbauten mit Satteldach, wohl um 1900                                                | D-5-74-155-162 | Bauernanwesen |
| Schloßhof 3 (Standort)          | Kleinhaus            | Eingeschossiger Massivbau mit Steilsatteldach, dendrochronologisch datiert 1603/06, Veränderungen erstes Viertel 19. Jahrhundert                                                                             | D-5-74-155-103 | BW            |
| Schloßhof 5 (Standort)          | Kleinhaus            | Eingeschossiger Massivbau mit Steilsatteldach, dendrochronologisch datiert 1603/06, Veränderungen erstes Viertel 19. Jahrhundert                                                                             | D-5-74-155-104 | BW            |

### Hormersdorf
| Lage                                                                 | Objekt                                       | Beschreibung                                                                                      | Akten-Nr.      | Bild |
| -------------------------------------------------------------------- | -------------------------------------------- | ------------------------------------------------------------------------------------------------- | -------------- | ---- |
| Auf den Hübeln, an der Straße nach Plech (Standort)                  | Gedenkstein                                  | Gedächtnismal mit Sandsteinkreuz, 1924                                                            | D-5-74-155-111 | BW   |
| Buderhofstraße 2 (Standort)                                          | Ehemaliges Wohnstallhaus                     | Eingeschossiger massiver Steilsatteldachbau mit Fachwerkgiebel, wohl erste Hälfte 19. Jahrhundert | D-5-74-155-106 | BW   |
| Buderhofstraße 2; Nähe Buderhofstraße, hinter der Kapelle (Standort) | Scheune                                      | Fachwerkbau auf massivem Sockel, Anfang 18. Jahrhundert; zum Teil erneuert                        | D-5-74-155-108 | BW   |
| Mareuthübel; Marksteinweg (Standort)                                 | Grenzstein (Rothenberg), in Richtung Bernhof | 16. Jahrhundert                                                                                   | D-5-74-155-113 | BW   |
| Nähe Buderhofstraße (Standort)                                       | Katholische Kapelle                          | Massivbau mit Satteldach und Dachreiter, 1938; mit Ausstattung                                    | D-5-74-155-105 | BW   |
| Parkstraße 2 (Standort)                                              | Ehemaliges Wohnstallhaus                     | Eingeschossiger massiver Steilsatteldachbau mit Fachwerkgiebel, Mitte 19. Jahrhundert             | D-5-74-155-109 | BW   |

### Kaltenherberg
| Lage                                      | Objekt                      | Beschreibung | Akten-Nr.      | Bild                        |
| ----------------------------------------- | --------------------------- | --- | -------------- | --------------------------- |
| Kaltenherberg 1; Kaltenherberg (Standort) | Ehemaliges Hopfenbauernhaus | Wohnstallhaus: zweigeschossiger Satteldachbau mit Fachwerkobergeschoss, bezeichnet „1875“ Backhaus: erdgeschossiger Ziegelsteinbau mit Satteldach, wohl zweite Hälfte 19. Jahrhundert | D-5-74-155-155 | Ehemaliges Hopfenbauernhaus |

### Kirchröttenbach
| Lage                                                 | Objekt                                               | Beschreibung | Akten-Nr.      | Bild |
| ---------------------------------------------------- | ---------------------------------------------------- | --- | -------------- | ---- |
| Berg, am nordöstlichen Ortsausgang (Standort)        | Bildstock                                            | Ziegelbau mit Satteldachabschluss und Marienfigur, bezeichnet „1901“ | D-5-74-155-158 | BW   |
| In Kirchröttenbach (Standort)                        | Kreuzweg                                             | 14 Leidensstationen, Reliefs (neu) in Sandsteinhäuslein, 18. Jahrhundert Mit begleitender Eichen- und Lindenallee zur Heilig-Kreuz-Kapelle, siehe Haus Nummer 16 | D-5-74-155-124 | BW   |
| In Kirchröttenbach (Standort)                        | Katholische Kapelle Heilig Kreuz                     | Kreuzförmige Barockanlage, Dachreiter mit Zwiebeldach, 1745/46; mit Ausstattung Kalvarienberg | D-5-74-155-120 | BW   |
| Kirchröttenbach A 4 (Standort)                       | Scheune                                              | Fachwerkbau mit Satteldach, wohl Anfang 19. Jahrhundert | D-5-74-155-118 | BW   |
| Kirchröttenbach A 9; Kirchröttenbach A 11 (Standort) | Kopfbau eines Wohnstallhauses (ehemaliges Wirtshaus) | Zweigeschossiger Steilsatteldachbau mit Fachwerkobergeschoss und -giebel, Anfang 18. Jahrhundert Scheune: giebelseitiger Fachwerkbau mit Satteldach und Kranausleger, 18. Jahrhundert | D-5-74-155-117 | BW   |
| Kirchröttenbach A 13; In Kirchröttenbach (Standort)  | Ehemaliges Wohnstallhaus                             | Eingeschossiger giebelständiger Satteldachbau, Fachwerkgiebel verputzt, 19. Jahrhundert, erweitert Scheune: Fachwerkbau mit Satteldach, 18. Jahrhundert | D-5-74-155-123 | BW   |
| Kirchröttenbach A 29 (Standort)                      | Ehemaliges Wohnstallhaus                             | Zweigeschossiger Sandsteinbau mit Satteldach, Mitte 19. Jahrhundert | D-5-74-155-121 | BW   |
| Kirchröttenbach E 1 (Standort)                       | Ehemaliges Schulhaus                                 | Zweigeschossiger Sandsteinbau mit Walmdach, Wappenstein bezeichnet „1821“ | D-5-74-155-116 | BW   |
| Kirchröttenbach E 2 (Standort)                       | Pfarrhof                                             | Pfarrhaus: zweigeschossiger Sandsteinbau mit Satteldach, um 1850 Nebengebäude: eingeschossiger Sandsteinbau, wohl um 1850 | D-5-74-155-122 | BW   |
| Kirchröttenbach F 3 (Standort)                       | Gasthaus                                             | Zweigeschossiger Giebelbau mit Satteldach, massivem Erdgeschoss und Fachwerkobergeschoss und -giebel, bezeichnet „1711“ | D-5-74-155-119 | BW   |
| Kirchröttenbach F 4 (Standort)                       | Katholische Pfarrkirche St. Walburgis                | Sandsteinquaderbau mit Satteldach und fünfgeschossigem Rechteckturm mit Spitzhelm, ehemaliger Chor und Turm zweite Hälfte 15. Jahrhundert, barockisierendes Langhaus von Otto Schulz 1922/25; mit Ausstattung Ölbergkapelle: bezeichnet „1513“ und „1717“ Kirchhofeinfriedung: Sandsteinquadermauer mit korbbogigem Torbogen, bezeichnet „1710“ | D-5-74-155-115 | BW   |
| Kirchröttenbach F 6 (Standort)                       | Ehemaliges Mesnerhaus                                | Zweigeschossiger Satteldachbau, traufseitig im Obergeschoss Fachwerk des 17. Jahrhunderts, sonst massiv ausgebaut, Mitte 19. Jahrhundert | D-5-74-155-114 | BW   |

### Kleinbellhofen
| Lage                        | Objekt                   | Beschreibung                                                              | Akten-Nr.      | Bild |
| --------------------------- | ------------------------ | ------------------------------------------------------------------------- | -------------- | ---- |
| Kleinbellhofen 5 (Standort) | Ehemaliges Wohnstallhaus | Eingeschossiger Sandsteinbau mit Steilsatteldach, im Kern 18. Jahrhundert | D-5-74-155-125 | BW   |

### Kreuzbühl
| Lage                                | Objekt        | Beschreibung | Akten-Nr.      | Bild |
| ----------------------------------- | ------------- | --- | -------------- | ---- |
| Kreuzbühler Straße 27 (Standort)    | Bauernanwesen | Bauernhaus: zweigeschossiger Steilsatteldachbau, Obergeschoss und Giebel Fachwerk, Mitte 19. Jahrhundert, Aufstockung 1913 Scheune: Fachwerkbau mit Steilsatteldach, wohl Mitte 19. Jahrhundert                        | D-5-74-155-136 | BW   |
| Waizmannsdorfer Straße 7 (Standort) | Wohnstallhaus | Eingeschossiger Massivbau mit Steilsatteldach, Fachwerkgiebel verputzt, dendrochronologisch datiert 1724, Erweiterung dendrochronologisch datiert 1769, Versteinerung bezeichnet „1842“ Backofen: wohl 18. Jahrhundert | D-5-74-155-137 | BW   |

### Laipersdorf
| Lage                       | Objekt              | Beschreibung | Akten-Nr.      | Bild           |
| -------------------------- | ------------------- | --- | -------------- | -------------- |
| Karpfenstraße 4 (Standort) | Ehemaliges Gasthaus | Eingeschossiger giebelständiger Sandsteinbau mit Steilsatteldach und Fachwerkgiebel, verputzt, im Kern zweite Hälfte 18. Jahrhundert, Erneuerung bezeichnet „1844“, Fachwerkgiebel erneuert Scheune: Fachwerkbau mit Satteldach, dendrochronologisch datiert 1624/25 Stall: langgestreckter Sandsteinbau mit Satteldach, wohl Mitte 19. Jahrhundert | D-5-74-155-127 | weitere Bilder |

### Lillinghof
| Lage                    | Objekt                   | Beschreibung | Akten-Nr.      | Bild |
| ----------------------- | ------------------------ | --- | -------------- | ---- |
| Lillinghof 2 (Standort) | Ehemaliges Wohnstallhaus | Zweigeschossiger Satteldachbau, Erdgeschoss massiv, Fachwerkobergeschoss und -giebel verputzt, zweite Hälfte 19. Jahrhundert Zweigeschossiger seitlicher Anbau | D-5-74-155-129 | BW   |

### Lochhof
| Lage                 | Objekt                         | Beschreibung                                               | Akten-Nr.      | Bild |
| -------------------- | ------------------------------ | ---------------------------------------------------------- | -------------- | ---- |
| Lochhof 1 (Standort) | Zweigeschossiges Wohnstallhaus | Werkstein und rückwärtiger Fachwerkgiebel, 18. Jahrhundert | D-5-74-155-130 | BW   |

### Oberachtel
| Lage                   | Objekt      | Beschreibung                                                         | Akten-Nr.      | Bild |
| ---------------------- | ----------- | -------------------------------------------------------------------- | -------------- | ---- |
| Erbesleiten (Standort) | Waldkapelle | Gotisierender, malerischer Holzbau mit Satteldach, bezeichnet „1908“ | D-5-74-155-151 | BW   |

### Osternohe
| Lage                                                  | Objekt                                                   | Beschreibung | Akten-Nr.      | Bild           |
| ----------------------------------------------------- | -------------------------------------------------------- | --- | -------------- | -------------- |
| An der Osternohe 7 (Standort)                         | Scheune                                                  | Fachwerkbau mit Steilsatteldach, wohl Ende 18. Jahrhundert | D-5-74-155-132 | BW             |
| An der Osternohe 12 (Standort)                        | Wohnstallhaus                                            | Giebelständiger zweigeschossiger Satteldachbau, Erdgeschoss massiv, Obergeschoss und Giebel Fachwerk, erste Hälfte 19. Jahrhundert | D-5-74-155-134 | BW             |
| An der Osternohe 17 (Standort)                        | Pfarrhaus                                                | Zweigeschossiger Massivbau mit Satteldach, 1854 | D-5-74-155-166 | BW             |
| An der Osternohe 18 (Standort)                        | Evangelisch-lutherische Pfarrkirche zu den 14 Nothelfern | Einschiffiger Saalbau mit Satteldach, eingezogenem Chor mit 3/8-Abschluss und Strebepfeilern und Fachwerkdachreiter mit Spitzhelm, errichtet 1471/76, Dachreiter 1658, erneuert 1938; mit Ausstattung Kirchhofmauer: teilweise verputzte Kalksteinmauer, 17./18. Jahrhundert, teilweise erneuert | D-5-74-155-131 | weitere Bilder |
| An der Osternohe 19 (Standort)                        | Wohnstallhaus                                            | Zweigeschossiger Satteldachbau, Erdgeschoss massiv, Obergeschoss und Giebel Fachwerk, 19. Jahrhundert Angebaute Scheune: 19. Jahrhundert | D-5-74-155-135 | BW             |
| Haidlinger Straße 32; Haidlinger Straße 34 (Standort) | Doppelwohnhaus der Unteren Schleif                       | Zweigeschossiger Satteldachbau, Obergeschoss und Giebel Fachwerk, um 1740, mit späteren Veränderungen | D-5-74-155-167 | BW             |

### Rabenshof
| Lage                    | Objekt                   | Beschreibung                                                                                 | Akten-Nr.      | Bild |
| ----------------------- | ------------------------ | -------------------------------------------------------------------------------------------- | -------------- | ---- |
| In Rabenshof (Standort) | Scheune                  | Fachwerkbau mit Steilsatteldach, 19. Jahrhundert                                             | D-5-74-155-140 | BW   |
| Rabenshof 11 (Standort) | Ehemaliges Wohnstallhaus | Zweigeschossiger Steilsatteldachbau, Obergeschoss Fachwerk, Giebel verputzt, 18. Jahrhundert | D-5-74-155-141 | BW   |

### Reingrub
| Lage                  | Objekt                   | Beschreibung                                                                | Akten-Nr.      | Bild |
| --------------------- | ------------------------ | --------------------------------------------------------------------------- | -------------- | ---- |
| Reingrub 2 (Standort) | Scheune                  | Fachwerkbau mit Satteldach, auf massivem Sockel, 17./18. Jahrhundert        | D-5-74-155-142 | BW   |
| Reingrub 5 (Standort) | Ehemaliges Wohnstallhaus | Zweigeschossiger massiver Steilsatteldachbau, zweite Hälfte 19. Jahrhundert | D-5-74-155-143 | BW   |

### Schloßberg
| Lage                        | Objekt              | Beschreibung | Akten-Nr.      | Bild           |
| --------------------------- | ------------------- | --- | -------------- | -------------- |
| Am Schloßberg 26 (Standort) | Scheune             | Fachwerkbau auf Bruchsteinsockel, Steilsatteldach, bezeichnet „1814“ | D-5-74-155-146 | BW             |
| Am Schloßberg 37 (Standort) | Wohnhaus            | Zweigeschossiger Satteldachbau mit Fachwerkobergeschoss, 1825, am Standort des ehemaligen Amtshauses | D-5-74-155-168 | BW             |
| Burgweg 5 (Standort)        | Scheune             | Fachwerkbau mit Satteldach, bezeichnet „1830“, mit Fragmenten eines Rundturms der Burgruine, 11. Jahrhundert | D-5-74-155-170 | BW             |
| Burgweg 5 (Standort)        | Burgruine Osternohe | Reste der Burg Osternohe, Erstnennung 1228, zerstört 1553, Wiederaufbau um 1573/77, Verfall seit der zweiten Hälfte des 18. Jahrhunderts: Stumpf des Bergfrieds sowie mächtige Mauerreste und Teile der Burgmauer im Bereich der Vorburg, Mauerwerk aus Kalkbruchstein, 1573/77 Rest eines Rundturms, in Scheune verbaut, Bruchsteinmauerwerk, spätes 16. Jahrhundert | D-5-74-155-147 | weitere Bilder |

### Siegersdorf
| Lage                                 | Objekt                   | Beschreibung | Akten-Nr.      | Bild                     |
| ------------------------------------ | ------------------------ | --- | -------------- | ------------------------ |
| Nähe Siegersdorfer Straße (Standort) | Kapelle                  | Massivbau mit Satteldach und Dachreiter, 1956; mit Ausstattung | D-5-74-155-149 | BW                       |
| Siegersdorfer Straße 16 (Standort)   | Ehemaliges Wohnstallhaus | Eingeschossiger Massivbau mit Satteldach und verputztem Fachwerkgiebel, dendrochronologisch datiert 1827, im Kern vermutlich erste Hälfte 17. Jahrhundert Scheune: Fachwerkbau mit Steilsatteldach, erstes Viertel 19. Jahrhundert | D-5-74-155-148 | Ehemaliges Wohnstallhaus |

### Weigensdorf
| Lage                     | Objekt                   | Beschreibung | Akten-Nr.      | Bild |
| ------------------------ | ------------------------ | --- | -------------- | ---- |
| Weigensdorf 1 (Standort) | Ehemaliges Wohnstallhaus | Zweigeschossiger Sandsteinbau mit Steilsatteldach und Fachwerkgiebel, 1869 Scheune: Fachwerkbau mit massivem Anbau, Fachwerk zum Teil eingeblecht, wohl zweite Hälfte 19. Jahrhundert Backofen: 19. Jahrhundert | D-5-74-155-150 | BW   |

## Ehemalige Baudenkmäler
In diesem Abschnitt sind Objekte aufgeführt, die früher einmal in der Denkmalliste eingetragen waren, jetzt aber nicht mehr. Objekte, die in anderem Zusammenhang also z. B. als Teil eines Baudenkmals weiter eingetragen sind, sollen hier nicht aufgeführt werden. Aktennummern in diesem Abschnitt sind ehemalige, jetzt nicht mehr gültige Aktennummern.

| Lage                                  | Objekt                   | Beschreibung                                                                           | Akten-Nr.      | Bild |
| ------------------------------------- | ------------------------ | -------------------------------------------------------------------------------------- | -------------- | ---- |
| Schnaittach Marktplatz 11 (Standort)  | Bürgerhaus               | Zweigeschossiger Satteldachbau mit Fachwerk, Mitte 19. Jahrhundert                     | D-5-74-155-28  | BW   |
| Bondorf Bondorf 14 (Standort)         | Tagelöhnerhaus           | Eingeschossiger Satteldachbau mit Fachwerkgiebel und Keller, frühes 19. Jahrhundert    | D-5-74-155-74  | BW   |
| Götzlesberg Götzlesberg 1 (Standort)  | Ehemaliges Wohnstallhaus | Zweigeschossiger massiver Steilsatteldachbau, im Kern 18. Jahrhundert                  | D-5-74-155-91  | BW   |
| Götzlesberg Götzlesberg 4 (Standort)  | Wohnstallhaus            | Zweigeschossiger Kalksteinbau mit Steilsatteldach und Giebelfachwerk, 1847             | D-5-74-155-93  | BW   |
| Schloßberg Am Schloßberg 4 (Standort) | Scheune                  | Zweigeschossiger Steilsatteldachbau, Obergeschoss und Giebel Fachwerk, 19. Jahrhundert | D-5-74-155-145 | BW   |